# White Shield
White Shield (arikara: nahtasuutaaká [NAhtAsuutaaká], hidatsa: maanaagi iixodagish) és una concentració de població designada pel cens dels Estats Units a l'estat de Dakota del Nord. Segons el cens del 2000 tenia 348 habitants.

## Demografia
Segons el cens del 2000, White Shield tenia 348 habitants, 100 habitatges, i 79 famílies. La densitat de població era de 35,8 hab./km².
Dels 100 habitatges en un 52% hi vivien nens de menys de 18 anys, en un 33% hi vivien parelles casades, en un 33% dones solteres, i en un 21% no eren unitats familiars. En el 20% dels habitatges hi vivien persones soles el 5% de les quals corresponia a persones de 65 anys o més que vivien soles. El nombre mitjà de persones vivint en cada habitatge era de 3,48 i el nombre mitjà de persones que vivien en cada família era de 3,89.
Per edats la població es repartia de la següent manera: un 43,1% tenia menys de 18 anys, un 10,6% entre 18 i 24, un 23,6% entre 25 i 44, un 17,5% de 45 a 60 i un 5,2% 65 anys o més.
L'edat mediana era de 23 anys. Per cada 100 dones de 18 o més anys hi havia 88,6 homes.
La renda mediana per habitatge era de 15.625 $ i la renda mediana per família de 15.625 $. Els homes tenien una renda mediana de 15.625 $ mentre que les dones 12.159 $. La renda per capita de la població era de 6.603 $. Entorn del 45,7% de les famílies i el 56,2% de la població estaven per davall del llindar de pobresa.

## Poblacions més properes
El següent diagrama mostra les poblacions més properes.